# 青年文創育成園區
青年文創育成園區，位於台北市萬華區，由萬華區青年營區改建而成，園區結合公益組織與新創團隊經營空間，鄰近青年公園、馬場町紀念公園，是具有相當歷史的一個國軍營區。
目前由萬華區日祥里維護，園區內的廣場與外側建築物的教室時常提供公益團舉辦相關活動，也借課程需求或展覽使用；而內側的建築物則提供新創團隊的進駐，希望能將青創園區推廣出去，讓民眾認識遺落的歷史段落，也結合現今的趨勢，讓園區能延續舊有，以新姿態展現。

## 園區建築
園區建築呈現一ㄇ字型，分成靠近大門的外側建築物、和與之相對的內側建築物、還有連結兩棟建築的上側建築物（大車棚），ㄇ字中間則為一中型廣場。
- ㄇ字型廣場：露天無遮罩，大小約40公尺×37公尺，可容納小型與中型活動，如小型園遊會、舞台搭建之活動等，左右邊為建築大樓，上側為大車棚。
- 大車棚：位置於園區內部的上側建築物，有遮棚，共11格車位，每格約11公尺×3.6公尺，也可清空做活動用。
- 內側建築：為相連的雙棟大樓，中間有天橋連結，天橋旁有一露天草地可供休息，目前提供社會企業與新創公司進駐。
- 外側建築：內部規劃多個教室、倉庫，提供園區開設課程、社區展覽、會議活動使用